# Anders Odden
Anders Odden (ur. 20 grudnia 1972 w Stavanger) – norweski muzyk, kompozytor i wokalista. Nagrywał i współpracował m.in. z takimi zespołami jak: Apoptygma Berzerk, The Young Gods, Magenta, Satyricon, Celtic Frost, Pigface oraz Ministry.

## Życiorys
Anders Odden urodził się 20 grudnia 1972 roku w Stavanger, skąd w dzieciństwie przeniósł się do Fredrikstad. W wieku siedmiu lat uległ fascynacji muzyką KISS. Zaistniał jako muzyk w latach 80., w 1988 roku dołączył do jednej z pierwszych grup black metalowych w Norwegii – Cadaver. Potem odnosił sukcesy w innych zespołach, m.in. Apoptygma Berzerk i Magneta, jednak w późnych latach 90. powrócił do Cadaver. W 2004 roku, po powrocie z tournée z Morbid Angel, Extreme Noise Terror, Mayhem i 2 wspaniałych albumach, Anders Odden ostatecznie pożegnał się z zespołem Cadaver. Wydał album You And Me Against The World wraz z grupą Apoptygma Berzerk. W 2006 roku do współpracy zaprosił go metalowy zespół Celtic Frost. Wraz z nim odwiedził Europę, USA, Kanadę oraz Japonię podczas tournée Monotheist, które skończyło się w 2007 roku. Po rozpadzie Celtic Frost w 2008 roku Anders Odden nagrał kolejny album z grupą Magneta. Od roku 2009 jest członkiem zespołu DMTMC.

## Dyskografia
| - Cadaver – Hallucinating Anxiety (1990, Necrosis Records) - Cadaver – ...in Pains (1992, Earache Records) - Apoptygma Berzerk – Soli Deo Gloria (1993, Tatra) - Satyricon – Megiddo (1997, Moonfog Productions) - Magenta – Periode (1998, Tatra) - Satyricon – Rebel Extravaganza (1999, Moonfog Productions) - Mayhem – Grand Declaration of War (2000, Season of Mist) - Cadaver Inc. – Discipline (2001, Earache Records) - Magenta – Little Girl Lost (2002, Re:Pop) |  | - Cadaver – Necrosis (2004, Candlelight Records) - Apoptygma Berzerk – You And Me Against The World (2005, GUN Records) - Apoptygma Berzerk – Sonic Diary (2006, GUN Records) - Pigface – 6 (2009, Full Effect Records) - Magenta – Art And Accidents (2009, All This & Music Too) - Apoptygma Berzerk – Rocket Science (2009, GUN Records) - Doctor Midnight & The Mercy Cult – I Declare: Treason (2011, Season of Mist) - Satyricon – Live at the Opera (2015, Napalm Records) |

## Filmografia
- Once Upon a Time in Norway (2007, film dokumentalny, reżyseria: Pål Aasdal, Martin Ledang)[18]